# 無人載具

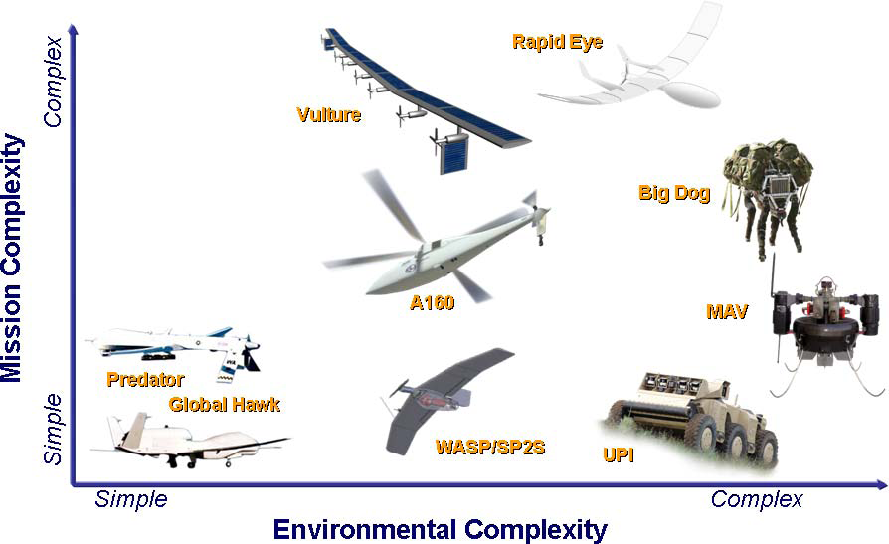
各種類型的無人機。

無人機，又稱無人載具，是一種無搭載人員的載具，廣義上為不需要駕駛員登機駕駛的各式遙控載具（但可以有乘員）。通常使用遙控、導引或自動駕駛來控制。可在科學研究、場地探勘、軍事、休閒娛樂用途上使用。
目前商品化最多的无人机是无人航空载具。而內建或外掛照相機、攝影機的飛行載具常被俗稱為「空拍機」。无人機的全球市场在近年大幅增长，现已成为商业、政府和消费应用的重要工具。其能够支持诸多领域的解决方案，广泛应用于建筑、石油、天然气、能源、农业、救災等领域。

## 類型
- 無人地面載具：於地面上運作。
  - 無人駕駛汽車
- 無人航空載具：又稱無人飛機。
  - 無人戰鬥航空載具
- 無人海面載具：在水面上運作。
- 無人水下載具：在水下運作。
  - 遙控潛水器
  - 自主水下載具
- 無人太空載具：在太空中運作。